# Ebionieten
De Ebionieten waren een joods-christelijke groepering die tot eind vierde eeuw heeft bestaan. De informatie over de Ebionieten is afkomstig uit de geschriften van een aantal kerkvaders. Die geschriften zijn meestal polemisch van aard, gefragmenteerd en worden in het onderzoek naar de geschiedenis van het christendom vaak onbetrouwbaar geacht. Er is dan ook weinig dat over de Ebionieten met volledige zekerheid te melden is. Wel kan een aantal aspecten van de groepering gereconstrueerd worden op basis van die bronnen alsmede op basis van vergelijking met andere joods-christelijke groeperingen binnen het vroegchristelijk jodendom uit de eerste eeuwen van het christendom.

## Etymologie
De naam Ebionieten is gebaseerd op het Hebreeuwse אביונים, ebjonim, "armen". De naam komt waarschijnlijk uit de traditie van  joodse vroomheid. Het beeld dat armen een speciale relatie tot God zouden hebben was prominent in de joodse literatuur aanwezig. Vrome joden beschouwden zichzelf als arm en nederig ten opzichte van God. Op het vakgebied is er de aanname dat de Ebionieten ook in materiële zin hadden gekozen voor een bestaan als vrijwillig arm.
Voor zover bekend is er in joodse religieuze geschiedenis verder nog maar één andere groepering die zich zelf als 'de armen' benoemde. Dat was een groepering die beschreven wordt in een commentaar op Psalm 37, onderdeel van de vondst van de Dode Zee-rollen.
De eerste kerkvaders die over de groepering schreven waren zich van deze etymologie bewust. Op vaak polemische toon werden dan termen als 'arm aan intellect' of 'armzalig van geest' voor de Ebionieten gehanteerd. Latere kerkvaders waren zich van deze etymologie niet meer bewust en schreven dat de stichter van de groepering een dwaalleraar met de naam Ebion was geweest. Ebion is duidelijk een niet historische, fictieve figuur geweest.

## Christologische opvattingen
De naam Ebionieten wordt voor het eerst gebruikt in de geschriften van Ireneüs van Lyon (ca. 140 - ca. 202). Hij was de eerste van een reeks kerkvaders die de christologie van de Ebionieten als hun belangrijkste dwaling zag. Hun theologische opvatting kan gekenschetst  worden als een vorm van adoptianisme. De kern daarvan is de overtuiging dat God Jezus pas als Zijn zoon adopteerde op het moment van de doop van Jezus. De consequentie daarvan is dat de Ebionieten ook de maagdelijke geboorte van Jezus ontkenden.
Die doop wordt in het zogenaamde evangelie van de Ebionieten als volgt beschreven:
En toen hij (Jezus) uit het water was gekomen, gingen de hemelen open en hij zag de Heilige Geest in de gedaante van een duif. Deze daalde neer en ging bij hem naar binnen. En een stem uit de hemel zei: 'Jij bent mijn geliefde Zoon en in jou vind ik mijn welgevallen'.
Op basis hiervan wordt dit op het vakgebied ook wel geïnterpreteerd als de overtuiging dat de Geest van God bij de doop bezit nam van Jezus en hij tot zijn dood in het bezit bleef van die Geest. Die Geest werd door de Ebionieten Christus genoemd. Die Christus-Geest verliet hem aan het kruis. Een aantal auteurs op het vakgebied is van opvatting, dat deze  "Geest- christologie"  aanwezig was in de vroegste christelijke gemeenschap in Jeruzalem, onmiddellijk na de dood van Jezus. In die zin zou de christologie van de Ebionieten die opvatting bewaard hebben.
Enkele kerkvaders hebben nog andere christologische opvattingen aan de Ebionieten toegeschreven. Tertullianus (ca.160-230) schreef dat de Ebionieten geloofden dat er een engel in Jezus huisde. Ook Epiphanius van Salamis (ca.315-403) schreef in zijn werk Panarion over die opvatting bij de Ebionieten. Hij schreef dat de Ebionieten na de dood van Ebion beïnvloed zouden zijn door Elchesai, de veronderstelde stichter van de joods-christelijke groepering van de Elchasaieten. In het zogenaamde Boek van Elchesai wordt een reusachtige engel beschreven. De Ebionieten geloofden volgens Epiphanius dat Jezus een engel van eveneens groteske afmetingen was met een hoogte van ruim tweehonderd kilometer en ruim vijftig kilometer breed.
Zowel Ireneüs als Origenes (ca. 185 – 253) meldden dat de Ebionieten Paulus als een afvallige jood veroordeelden. In de groep van de eerste – joodse – volgelingen van Jezus ontstond na zijn dood een verschil van opvatting over de toelating van heidenen. Paulus was van opvatting dat heidenen die tot een christelijke gemeente wilden toetreden niet konden worden verplicht tot de besnijdenis en het onderhouden van de Mozaïsche wet. De Ebionieten hielden zich strikt aan de joodse leefwijze en de wet.
Epiphanius geeft de meeste informatie over de Ebionieten. Hij meldde onder meer dat zij dagelijks rituele wassingen uitvoerden van hun lichaam en voedsel, vegetariërs waren en het celibaat veroordeelden.

## Het evangelie van de Ebionieten
Het evangelie van de Ebionieten is een joods-christelijk evangelie dat bestaat uit een aantal evangelieteksten die Epiphanius in de Panarion heeft opgenomen.  De term Evangelie van de Ebionieten hanteert Epiphanius nergens. Het zelfde geldt voor andere kerkvaders uit de Late oudheid die ook over de Ebionieten en hun evangelie schreven. Meer in het algemeen waren de kerkvaders van opvatting, dat er slechts één joods-christelijk evangelie bestond. Dat was het evangelie van de Hebreeën dat in meerdere versies voorkwam, maar waarvan de basis een Hebreeuwse versie van het evangelie van Matteüs zou zijn.
Epiphanius was van mening dat de fragmenten een incompleet, vals en verdraaide versie waren van het evangelie van Matteüs dat de Ebionieten zelf als het evangelie van de Hebreeën benoemden. De Franse theoloog Richard Simon (1638-1712) was de eerste die voor deze teksten de term evangelie van de Ebionieten hanteerde. Op het vakgebied is de overheersende opvatting dat de evangelieteksten veel meer op een vorm van een evangeliën-harmonie wijzen die gebaseerd is op de drie synoptische evangeliën.

## Herkomst en oorsprong
De vraag naar de herkomst en oorsprong van de Ebionieten wordt op het vakgebied meestal bezien in samenhang met die van een andere joods-christelijke groepering, de Nazoreeërs. Het is opvallend dat de Ebionieten in de geschriften van de kerkvaders al in het midden van de tweede eeuw verschijnen en de Nazoreeërs pas voor het eerst aan het eind van de vierde eeuw genoemd worden. Op het vakgebied zijn meerdere hypothesen ontwikkeld waarvan er drie voor de herkomst van de Ebionieten relevant kunnen zijn.
De eerste is dat de Ebionieten feitelijk de opvolgers waren van de oudste joods-christelijke gemeenschap in Jeruzalem onmiddellijk na de dood van Jezus. De Nazoreeërs zouden een latere fase van christelijk jodendom zijn dat zich ontwikkeld had van een sterk anti-Paulinisch standpunt naar een meer tolerante houding ten opzichte van niet - joodse christenen.
De tweede hypothese verbindt de Nazoreeërs met de vroegste joods-christelijke gemeenschap in Jeruzalem. De doctrine van de  Nazoreeërs was 'orthodox' van aard. Zij accepteerden Paulus en de maagdelijke geboorte van Jezus, hoewel ook zij zich aan de joodse leefwijze en de Mozaïsche wet hielden. De Ebionieten zouden zich eind eerste eeuw hebben afgescheiden van de Nazoreeërs als gevolg van meningsverschillen over de christologie. Het punt dat de  Nazoreeërs tot eind vierde eeuw niet in de geschriften van de kerkvaders genoemd worden zou te maken hebben met het feit, dat zij niet ketters genoeg waren om vermeld te worden.
Ireneüs en Epiphanius geven de meeste informatie, waarvan die van de laatste het meest uitgebreid is. Een deel van de opvattingen die Epiphanius aan de Ebionieten toeschrijft kan gerelateerd worden aan andere joods-christelijke stromingen, zoals de Elchasaieten en joods-christelijke milieus waar de pseudo-Clementijnse literatuur is ontstaan. Het is een punt van discussie op het vakgebied of het toeschrijven van die opvattingen aan de Ebionieten correct is.
Naast enige overeenkomsten zijn de verschillen tussen Ireneüs en Epiphanius echter zo groot, dat het onmogelijk lijkt dat de Ebionieten van Epiphanius de opvolgers zouden van de Ebionieten van Ireneüs. Een derde hypothese is dan ook, dat er al kort na de dood van Jezus twee types Ebionieten ontstonden. De eerste zou dan een  Hebreeuws/Aramees sprekende groep zijn die een positieve houding had ten opzichte van de diensten in de Joodse tempel en de gehele Hebreeuwse Bijbel inclusief de profeten accepteerde. De groep Ebionieten beschreven door Ireneüs zou hieruit zijn ontstaan. De tweede groep was een meer hellenistisch georiënteerde groep die de tempeldienst geheel afwees en alleen de Pentateuch accepteerde. Dit zouden de voorgangers geweest zijn van de groep die door Epiphanius werd beschreven.
De Ebionieten hebben tot eind vierde eeuw als groepering bestaan. Hiëronymus (ca. 347-420) schreef over hen op een wijze die aangaf dat zij niet meer aanwezig waren. De woonplaatsen van de Ebionieten zijn niet duidelijk. Vanaf de tweede eeuw moeten zij in ieder geval in het gebied van Transjordanië hebben gewoond en waarschijnlijk ook in Alexandrië.